# Organización territorial de Guinea Ecuatorial

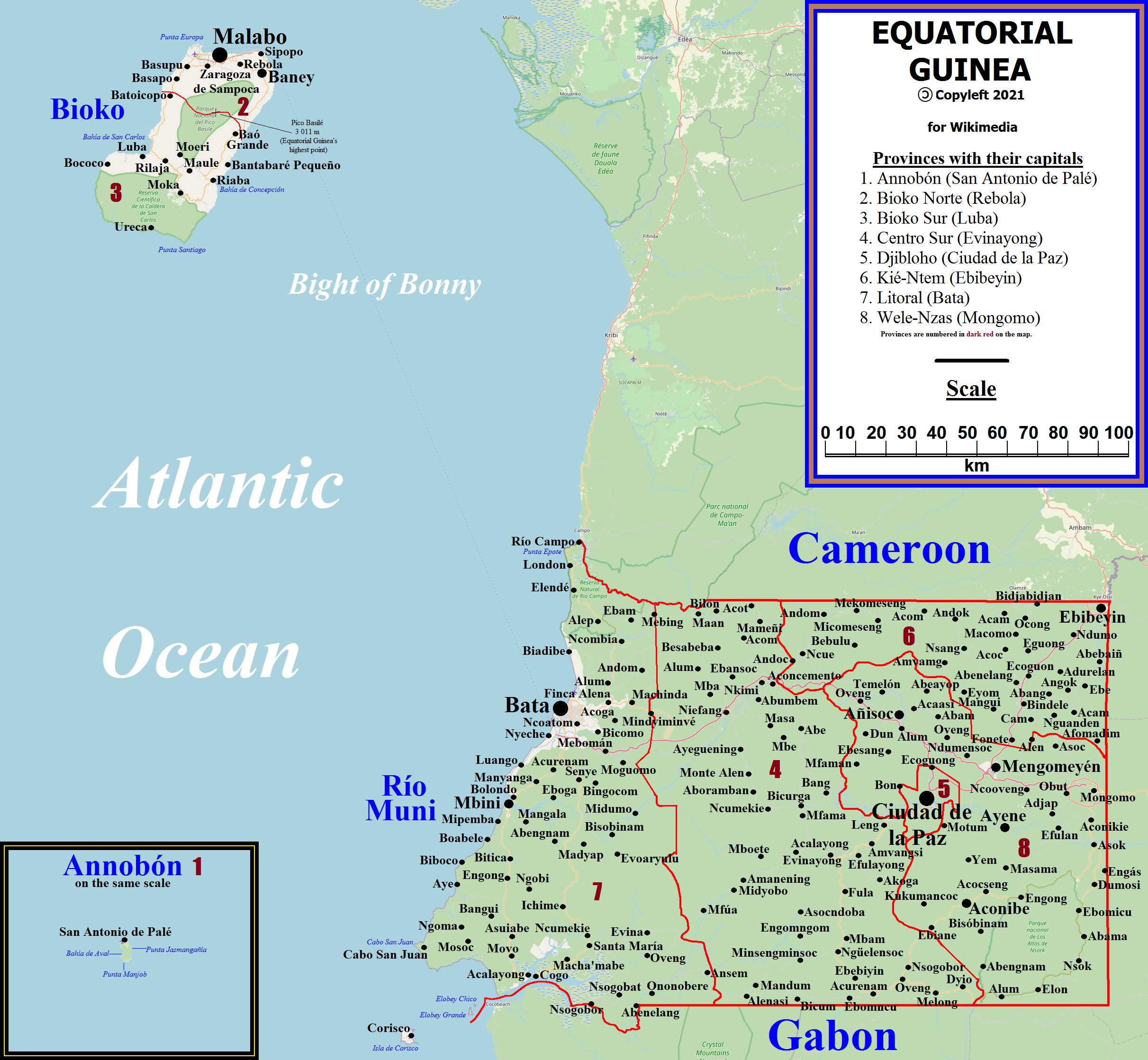
Mapa de Guinea Ecuatorial, mostrando sus divisiones administrativas y principales localidades.

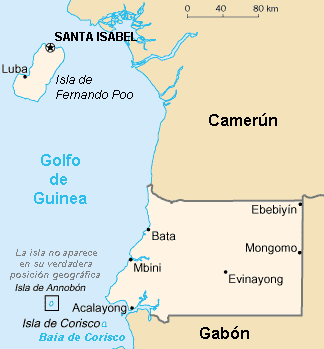
Las fronteras de Guinea Ecuatorial surgen del Tratado de París de 1900, cuando era la colonia española conocida como Guinea Española y estaba rodeada por colonias del Imperio colonial francés. Tras su independencia en 1968 Guinea Ecuatorial conserva esas fronteras con los países vecinos.

Según su constitución, la República de Guinea Ecuatorial es un estado unitario y centralizado. De acuerdo con el artículo 3 de la Constitución de Guinea Ecuatorial, el país se divide a efectos administrativos y económicos en 2 regiones, 8 provincias, 19 distritos y 37 municipios, y la ley fija el espacio que ocupa cada una de las zonas mencionadas. En la práctica, las provincias sirven como divisiones administrativas de primer nivel. Los municipios se subdividen en consejos de poblado y comunidades de vecinos. Muchas de las entidades submunicipales se agrupan en distritos urbanos, que siguen subordinados a los municipios y son distintos de los distritos propiamente dichos.
La ley 4 de 2017 elevó a rango de distritos urbanos algunas zonas de las ciudades de Malabo y Bata que se dividen administrativamente en comunidades de vecinos (CV) y los distritos urbanos municipales en consejos de poblado (CP). En junio de 2017, el gobierno creó oficialmente la provincia de Djibloho en donde se construyó la nueva capital, Oyala.

## Divisiones administrativas

### Regiones
Guinea Ecuatorial consiste en dos regiones bien diferenciadas: continental e insular.
La región continental es conocida bajo el nombre de Río Muni (Río Muné en lengua ndowé y Mbini en idioma fang) y su capital administrativa se encuentra en Bata. Río Muni fue cedida por Portugal a España en 1778. Fue provincia española junto a Fernando Poo de 1959 a 1963, después pasaría a ser parte de la región autónoma de la Guinea Española, nombre que conservó hasta su independencia de España en 1968. La composición étnica de Río Muni es mayoritariamente fang, con otros bantúes en la costa: ndowés. Políticamente está subdividido en 5 provincias: Centro Sur, Djibloho, Kié-Ntem, Litoral y Wele-Nzas.
La región insular de Guinea Ecuatorial está conformada por las islas Bioko, Annobón, Corisco, Elobey Grande, Elobey Chico, Mbañe, Conga, Leva, Cocotero y otros islotes menores. Se encuentran ubicadas en el golfo de Guinea. Su capital administrativa es Malabo. Cuenta con 3 provincias: Annobón, Bioko Norte y Bioko Sur. 
Los islotes de Mbañe, Conga y Cocotero están sujetos a una disputa territorial con Gabón, pendiente de resolución en la Corte Internacional de Justicia.
| Región             | Capital | Superficie (km²) | Población (2015) | Provincias | Mapa |
| ------------------ | ------- | ---------------- | ---------------- | ---------- | ---- |
| Región Continental | Bata    | 26 017           | 885 015          | 5          |      |
| Región Insular     | Malabo  | 2 034            | 340 362          | 3          |      |
| Guinea Ecuatorial  | Malabo  | 28 051           | 1 225 377        | 8          |      |

### Provincias
Guinea Ecuatorial está dividida en ocho provincias (en francés: province, en portugués: província). La provincia más nueva es Djibloho, creada en 2017 con capital en Ciudad de la Paz, futura capital del país.
Durante el dominio español Guinea Ecuatorial estaba dividida en dos provincias: Río Muni y Fernando Poo, que conformaban la región autónoma de Guinea Española. Luego de la independencia del país en 1968 dichas provincias pasaron a ser regiones divididas en municipios. En la década de 1990 las regiones fueron divididas en provincias, y éstas en distritos que agrupaban varios municipios.
| Provincia         | Capital             | Región      | Superficie (km²) | Población (2015) | Mapa |
| ----------------- | ------------------- | ----------- | ---------------- | ---------------- | --- |
| Annobón           | San Antonio de Palé | Insular     | 17               | 5 314            | Bioko Norte Bioko Sur Wele- Nzas Centro- Sur Kie-Ntem Djibloho Litoral Camerún Gabón Santo Tomé y Príncipe Golfo de Guinea Océano Atlántico Annobón |
| Bioko Norte       | Malabo              | Insular     | 776              | 300 374          | Bioko Norte Bioko Sur Wele- Nzas Centro- Sur Kie-Ntem Djibloho Litoral Camerún Gabón Santo Tomé y Príncipe Golfo de Guinea Océano Atlántico Annobón |
| Bioko Sur         | Luba                | Insular     | 1 241            | 34 674           | Bioko Norte Bioko Sur Wele- Nzas Centro- Sur Kie-Ntem Djibloho Litoral Camerún Gabón Santo Tomé y Príncipe Golfo de Guinea Océano Atlántico Annobón |
| Centro Sur        | Evinayong           | Continental | 9 931            | 141 986          | Bioko Norte Bioko Sur Wele- Nzas Centro- Sur Kie-Ntem Djibloho Litoral Camerún Gabón Santo Tomé y Príncipe Golfo de Guinea Océano Atlántico Annobón |
| Djibloho          | Ciudad de la Paz    | Continental | 453              | n/d              | Bioko Norte Bioko Sur Wele- Nzas Centro- Sur Kie-Ntem Djibloho Litoral Camerún Gabón Santo Tomé y Príncipe Golfo de Guinea Océano Atlántico Annobón |
| Kié-Ntem          | Ebibeyin            | Continental | 3 943            | 183 664          | Bioko Norte Bioko Sur Wele- Nzas Centro- Sur Kie-Ntem Djibloho Litoral Camerún Gabón Santo Tomé y Príncipe Golfo de Guinea Océano Atlántico Annobón |
| Litoral           | Bata                | Continental | 6 665            | 367 348          | Bioko Norte Bioko Sur Wele- Nzas Centro- Sur Kie-Ntem Djibloho Litoral Camerún Gabón Santo Tomé y Príncipe Golfo de Guinea Océano Atlántico Annobón |
| Wele-Nzas         | Mongomo             | Continental | 5 026            | 192 017          | Bioko Norte Bioko Sur Wele- Nzas Centro- Sur Kie-Ntem Djibloho Litoral Camerún Gabón Santo Tomé y Príncipe Golfo de Guinea Océano Atlántico Annobón |
| Guinea Ecuatorial | Malabo              |             | 28 051           | 1 225 377        | Bioko Norte Bioko Sur Wele- Nzas Centro- Sur Kie-Ntem Djibloho Litoral Camerún Gabón Santo Tomé y Príncipe Golfo de Guinea Océano Atlántico Annobón |

### Distritos y municipios
Las provincias se encuentran divididas en 19 distritos y éstos a su vez en 37 municipios. Los distritos y municipios de Guinea Ecuatorial están organizados como se muestra en la siguiente tabla. Los municipios que son capitales de sus respectivas provincias se muestran en negrita.
| Provincias      | Distritos           | Municipios          |
| --------------- | ------------------- | ------------------- |
| Annobón         | San Antonio de Palé | San Antonio de Palé |
| Bioko del Norte | Malabo              | Malabo              |
| Bioko del Norte | Baney               | Baney               |
| Bioko del Norte | Baney               | Rebola              |
| Bioko del Sur   | Luba                | Batete              |
| Bioko del Sur   | Luba                | Luba                |
| Bioko del Sur   | Luba                | Moka                |
| Bioko del Sur   | Riaba               | Riaba               |
| Centro Sur      | Akurenam            | Akurenam            |
| Centro Sur      | Evinayong           | Bicurga             |
| Centro Sur      | Evinayong           | Evinayong           |
| Centro Sur      | Evinayong           | Teguete             |
| Centro Sur      | Niefang             | Niefang             |
| Centro Sur      | Niefang             | Nkimi               |
| Centro Sur      | Niefang             | Nkumekien           |
| Djibloho        | Oyala               | Oyala               |
| Djibloho        | Meberé              | Meberé              |
| Kié-Ntem        | Ebibeyin            | Bidjabidján         |
| Kié-Ntem        | Ebibeyin            | Ebibeyin            |
| Kié-Ntem        | Micomiseng          | Micomiseng          |
| Kié-Ntem        | Micomiseng          | Ncue                |
| Kié-Ntem        | Micomiseng          | Nsang               |
| Kié-Ntem        | Nsok-Nsomo          | Nsok-Nsomo          |
| Litoral         | Bata                | Bata                |
| Litoral         | Bata                | Machinda            |
| Litoral         | Bata                | Río Campo           |
| Litoral         | Mbini               | Bitica              |
| Litoral         | Mbini               | Mbini               |
| Litoral         | Cogo                | Cabo San Juan       |
| Litoral         | Cogo                | Cogo                |
| Litoral         | Cogo                | Corisco             |
| Wele-Nzas       | Aconibe             | Aconibe             |
| Wele-Nzas       | Añisok              | Añisok              |
| Wele-Nzas       | Añisok              | Ayene               |
| Wele-Nzas       | Mongomo             | Mengomeyén          |
| Wele-Nzas       | Mongomo             | Mongomo             |
| Wele-Nzas       | Mongomo             | Nzangayong          |
| Wele-Nzas       | Nsork               | Nsork               |

### Gobierno local submunicipal
Debajo de los municipios hay otras entidades de gobierno local, denominadas consejos de poblados en áreas rurales y comunidades de vecinos en áreas urbanas. Según un informe de las Naciones Unidas de 2013, había 716 consejos de poblado y 344 comunidades de vecinos en Guinea Ecuatorial.
Las comunidades de vecinos de las áreas urbanas de Malabo y Bata se agrupan en distritos urbanos, cinco en cada ciudad. Estos distritos urbanos están subordinados a los municipios y, por lo tanto, son diferentes de los distritos propiamente dichos que se encuentran por encima del nivel de gobierno municipal.
En 2017, Guinea Ecuatorial creó tres nuevos distritos urbanos a partir de varios consejos de poblado y comunidades vecinales en cada distrito propiamente dicho (incluidos Bata y Malabo, que ahora tienen ocho distritos urbanos cada uno), excepto Annobón y Djibloho, que vieron la creación de dos distritos urbanos cada uno. Así, hay ahora un total de 65 distritos urbanos en Guinea Ecuatorial.